# فیبه (انجیل)
فُیبه (به یونانی: Φοίβη) نخستین زن مسیحی است که در قرن اول مسیحیت٬ نام وی درکتاب مقدس ذکر شده است. نام فیبه توسط پولس رسول در رساله به رومیان در آیات ۱و۲ از باب شانزدهم آورده شده‌است. بنابر روایت عهد جدید٬ سال‌های نخست فعالیت کلیسا، فیبه به عنوان نخستین پرستار به روم فرستاده شد.